# اگزوز

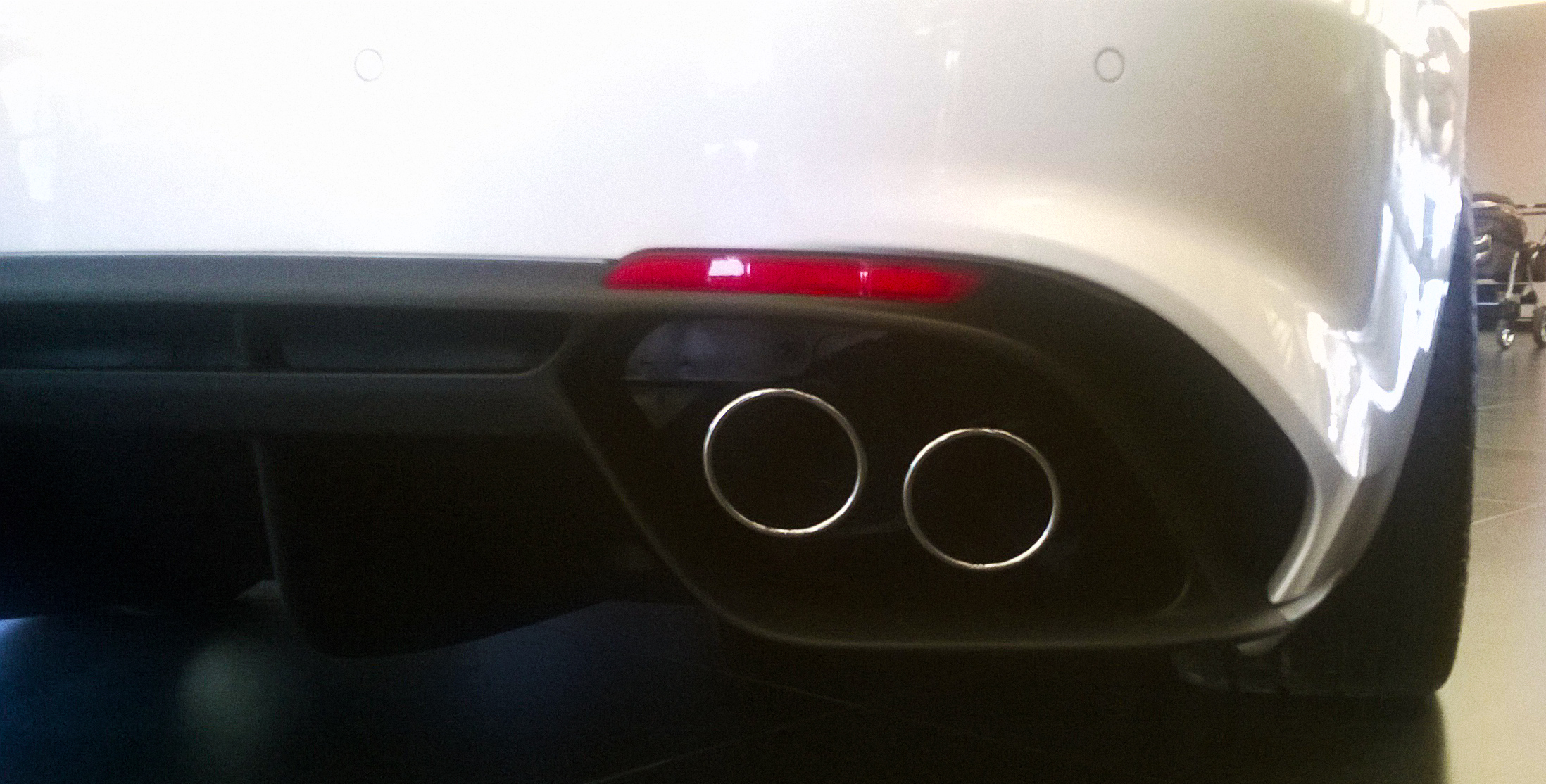
اگزوز یک خودرو

سیستم اِگزُوز (به انگلیسی: Exhaust System) قطعه‌ای در خودرو و دیگر وسایل نقلیهٔ موتوردار است که بخار حاصل از واکنش شیمیایی را که در سیلندر ایجاد می‌شود به خارج از خودرو انتقال می‌دهد. این تعریف اگرچه بیانگر عمده کار اگزوز است، اما امروزه ویژگی‌های اگزوز گسترش یافته و وظایف دیگری نیز بر عهده دارد.
سه وظیفهٔ عمدهٔ اگزوز:
1. کاهش آلایندگی
2. کاهش صدا
3. کاهش دما

اگزوزها از سه بخش اتصال به موتور، میانی و انتهایی ساخته می‌شود که در این میان، کاتالیست (کاتالیزور) به دلیل نیاز به دمای ۸۰۰ درجهٔ سانتی‌گراد در قسمت اول تعبیه می‌شود و بخش‌های دوم و سوم در کاهش دما و صدا مؤثرند؛ و این وسیله می‌تواند برای کاهش خروج گازهای خطرناک حاصل از سوزاندن سوخت تأثیر بسزایی داشته باشد.
در امور مربوط به تقویت موتور (tuning engine) از اگزوزهایی استفاده می‌شود که کمترین مقاومت را در عبور گازهای خروجی داشته باشند.